# Condado de Dundy
O Condado de Dundy é um dos 93 condados do estado norte-americano de Nebraska. A sede do condado é Benkelman, que é também a sua maior cidade. O condado tem uma área de 2385 km² (dos quais 3 km² estão cobertos por água), uma população de 2292 habitantes, e uma densidade populacional de 1,0 hab/km² (segundo o censo nacional de 2000). Foi fundado em 1887 e o seu nome é uma homenagem a Elmer Scipio Dundy (1830–1896), juiz.